# Українська діаспора: літературні постаті, твори, біобібліографічні відомості
Українська діаспора: літературні постаті, твори, біобібліографічні відомості — довідкове видання, яка охоплює дані про українських письменників і поетів діаспори XIX—XXI століть. Містить близько 900 описів персоналій.
Книга видана за результатами конкурсу проєктів Донецької облдержадміністрації 2012 року.
Керівник проєкту та відповідальний за випуск професор Володимир Білецький.
Автор-укладач професор Просалова Віра Андріївна.
У книзі подано відомості про українських письменників діаспори: життєписні факти, творча діяльність, довідкові та літературно-критичні матеріали, що допоможуть в опрацюванні необхідної літератури та осмисленні їхньої багатогранної художньої творчості. Видання має енциклопедично-описовий характер і призначене як для фахівців-філологів, так і широких кіл читачів, які цікавляться художньою літературою, розмаїтим літературним процесом української діаспори.
На обкладинці використано картину Олександра Богомазова «Монтер».